# Imprimatur (Monaldi & Sorti)
Imprimatur je zgodovinski roman in prvi del serije sedmerih knjig, ki jih skupno pišeta zakonca Rita Monaldi in Francesco Sorti. Tukaj – kot v naslednjih knjigah - gre za politično-poučni domišljijski roman v obliki zgodovinske pripovedi. Glavni lik je prepredeni Melani.

## Okoliščine ob nastajanju in izidu
“Imprimatur” je prva knjiga iz vrste sedmerih knjig zakoncev Monaldi & Sorti. Knjiga je izšla v Italiji 2002, in je bila prevedena takoj v veliko jezikov v skupni večmilijonski nakladi. Imprimatur je bil preveden 2009 tudi v slovenščino.
Zakonca Monaldi & Sorti sta več ko deset let preučevala arhivske vire, da bi napisala Imprimatur, ki je bil preveden po kratkem času v 26 jezikov; med temi ni bila samo angleščina, francoščina ali izvirna italijanščina, ampak tudi nizozemščina, korejščina, hrvaščina, srbščina – in mnogi drugi bolj ali manj znani jeziki – a v skupni nakladi prek dva milijona izvodov, ki so jih prodajali po 60 deželah. Večino izdaj so kupci kar razgrabili in so bile kmalu razprodane. Podoben uspeh je doživela tudi naslednja knjiga iz tega niza - Secretum; kakor pravzaprav vse njune knjige. 
Imprimatur je bil preveden tudi v slovenščino in je izšel pri založbi Učila International v Tržiču; prevedel ga je Miro Bajt (ki je prevedel tudi »Secretum« in »Veritas«).
Sledil mu je Secretum 2010  in Veritas 2011.

Napeta zgodba o Melanijevih spletkah je od 2002 presegla glede neposredne prodaje celo takratno vodilno uspešnico Da Vincijevo šifro.
Že v svoji prvi izdaji je Imprimatur zasedel četrto mesto med najbolj prodajanimi knjigami glede na poizvedovanje italijanskega dnevnika Corriere Della Sera. 
Kmalu pa se je zataknilo: – knjige so zginjale s polic, ponatis se je zavlekel. Zakonca sumita, da so tega krive listine, ki sta jih našla v Vatikanskem arhivu in Državnem arhivu v Rimu, ki naj bi ogrožale ugled papeža Inocenca XI., katerega je papež Janez Pavel II. menda ravno v tistem času - v jubilejnem letu 2000 - nameraval »posvetiti (prišteti k svetnikom), pa je Vatikan v objavi knjige videl nagajanje in sabotažo, čeprav je bila napisana že veliko prej«, meni Francesco Sorti na predstavitvi hrvaškega prevoda knjige »Secretum« 2008. 
Ne gre zanemarjati dejstva, da je takrat vladala v Italiji Berlusconijeva Forza Italia nekako v narodnjaškem duhu s populističnimi gesli kot: »Naprej in najprej Italija, o njej samo dobro in le tisto, kar vzbuja ponos...« V to evforično ozračje spada najbrž tudi takrat nastali film Srce. 
Knjiga "Imprimatur" pa je bila pisana v drugačnem duhu - na temelju zgodovinskih listin - čeprav prepletena z bujno domišljijo. Roman je pravzaprav pisan v kritičnem duhu - celo do nekaterih od zgodovinarjev sprejetih stališč. Nekatere sume in domneve namreč sprejema kot zanesljivavdejstva. Iz teh in drugih razlogov je slabo naletel. Zakonca poudarjata, da sta najhujše nasprotovanje doživljala od levičarjev - in tega še danes ne moreta dojeti; morda zato, ker sta se ukvarjala s cerkvenimi zadevami... Iz takega sovražnega ozračja - kot sama pravita - sta se zakonca morala umakniti s prvo izdajo druge knjige - ki je bila pa lepo sprejeta na Nizozemskem.

## Vsebina

### Sedmeroknižje
Kot tudi naslednji roman iz niza – Secretum - , je tudi Imprimatur v osnovi zgodovinski roman, ki bi ga zaradi napetega dogajanja lahko uvrstili med kriminalke alla Agatha Christie – ali pa tudi med vojni roman; ker je pa seveda rdeča nit domišljija, bi ga lahko uvrstili tudi v fantazijski roman. Secretum poteka 17 let pozneje - v jubilejnem letu 1700, ko je že čutiti grozeče ozračje, ki bo prineslo špansko nasledstveno vojno. Pri Imprimaturju pa dogajanje poteka v ozračju vojne, ki že divja – in sicer muslimanski Turki že oblegajo Dunaj leta 1683 – od čegar bo odvisna prihodnost katoliškega krščanstva in zahodne omike. 
Glede svojih romanov pravi Rita Monaldi: »Na trgu je veliko pustolovskih romanov, poučno-zgodovinskih pa ne. Zgodovina pa si zasluži, da si jo zapomnimo zlasti zato, ker nas uči, da ne bi ponavljali napak iz preteklosti, ali da bi jih znali preprečiti; pomaga nam namreč razumeti, kaj je napačno in kam nas to lahko vodi. Najini romani so zgodovinski le v svoji preobleki; v resnici pa so vzgojni."
Celotno zgodbo sestavlja namreč kar sedem romanov, katerih naslovi tvorijo latinski stavek »Imprimatur Secretum Veritas Mysterium Dissimulatio Unicum Opus«; v prevodu bi to pomenilo: »Natisni Skrivnost Resnica Tajna Hinavščina Edinstvenost Delo«. To podaja vodilno misel teh romanov: »Natisne se lahko vsaka skrivnost, resnica je kljub temu tajna in nedosegljiva. Edina stvarnost ostaja hinavščina". Glavni junak v vsej tej zanimivi verigi zgodovinsko-domišljijskih dogajanj pa je slej ko prej prebrisani, uglajeni in iznajdljivi Melani.
Najbolj privlačen vidik njunega ustvarjanja je vzorno sodelovanje, ki se kaže v vseh predstavitvah njunih knjig; pa tudi pri odkrivanju izvirnih listin, zasebnih pisem, poročil in dopisovanja, ki ga hranijo evropski arhivi. Tako človek ne more ločiti, kar je našel ali napisal eden od zakoncev, ker vse delata skupno - kar je dandanes redkost. 

#### Dogajanje
Dogajanje Imprimaturja poteka v Rimu, enajstega kimovca 1683, v senci prodiranja turških munslimanskih hord proti Dunaju, ki ga dosežejo in oblegajo. Bitka za Dunaj pa je potekala naslednjega dne, dvanajstega kimovca. Pisatelja z izbiro tega datuma (ne)hote namigujeta na usodne dogodke prav tako 11. kimovca - a iz bližnje preteklosti - na teroristične napade 11. septembra 2001 v New Yorku in drugod po ZDA, ki so jih - podobno kot 1683, takorekoč neizzvane zagrešile neke muslimanske skupine. 
V gostilni nenadna smrt enega od potnikov v središču Svetega mesta povzroči preplah: zastrupljenje ali kuga? V gostilni uvedejo karanteno. Gostje so zaprti v svojih sobah. Opat Melani, ki je diplomat in vohun v službi Ludvika XIV., pa se ne dvoumi in želi kot pravi detektiv razjasniti zadevo. 
Seveda pa opat zapleteni zadevi ne more biti kos sam: pomaga mu izredno prebrisan kuharček-domačin, ki pozna rimsko podzemlje kot svoj žep. Njuna raziskava tako vodi v osrčje spletk državnih in cerkvenih krogov, ki določajo usodo celotne Evrope. Pred seboj imamo očarljivo kriminalno zgodbo in barvito podobo tedanjih običajev, ki jih v smislu pripovedne dovršenosti skorajda ni mogoče preseči.
Njuna raziskava bo torej razsvetlila mednarodno zaroto, v kateri se prepletajo vera, politika in vohunstvo. Ozračje baročnega Rima je polno negotovosti; med skrivnimi podzemeljskimi hodiniki naletita na alkemične delavnice, lovce na relikvije, skrivne tiskarne, čudne zdravniške in kuhinjske recepte: v ozadju pa kot Damoklejev meč visi skrivna zarota, ki sta si jo avtorja bistroumno zamislila po več ko desetletnem študiju že znanih in tudi na novo odkritih listin v Rimu in po drugih evropskih arhivih.

## Osebe

### Atto Melani
Ob predstavitev knjige “Secretum” 2008 sta zakonca Rita Monaldi & Francesco Sorti predstavila glavnega junaka - širšemu občinstvu popolnoma neznanega Melanija, ki pa nastopa tudi v "Imprimaturju" in številnih drugih povestih:
| Hrvaški prevod | Slovenski prevod |
| --- | --- |
| Riječ je o političkom trileru utemeljenom na istraživanju povijesnih činjenica razdoblja baroka, a radnja je smještena u 1700. godinu u vrijeme Rata za španjolsko naslijeđe i smrti pape Inocenta XI. U tim okolnostima igru vodi najzanimljiviji špijun baroka, opat Atto Melani. „Melanija je zapravo pronašao Francesco. Osamdesetih godina je pisao diplomski rad o ulozi obitelji Melani u povijesti glazbe i poželio napisati suvremeni roman te tematike z baroknim prizvucima. Tad se nismo ni znali, no otkrili smo zajedničku strast prema baroku“, ističe autorica. Atto Melani je operni pjevač kastrat, špijun, diplomat i pisac, „on je spoj dviju duša, duše muškarca i duše žene, kao kastrat idealan je za par pisaca“, zaključila je Monaldi. | Tu gre za politično detektivko, ki temelji na raziskavi zgodovinskih dejstev iz obdobja baroka, a dogajanje je postavljeno v leto 1700, v čas Španske nasledstvene vojne in smrti papeža Inocenca XII.. V teh okoliščinah igro vodi najzanimivejši vohun baroka, opat Melani. »Melanija je pravzaprav našel Francesco. Osemdesetih let (dvajsetega stoletja) je pisal diplomsko delo o vlogi družine Melani v zgodovini glasbe in je zaželel napisati sodoben roman s to tematiko z baročnimi prizvoki. Tedaj se nisva niti poznala; odkrila pa sva skupno strast do baroka«, poudarja avtorica Rita. Atto Melani je operni pevec-skopljenec, vohun, diplomat in pisatelj, »on je spoj dveh duš, duše moškega in duše ženske; kot skopljenec je idealen za pisateljski par,“ je sklenila Monaldijeva. |

### Drugi nastopajoči vImprimaturju
Kar se tiče nastopajočih v Monaldi-Sortijevih romanih na splošno, gre za zgodovinske osebnosti – torej za ljudi, ki so nekoč res živeli. Pri nekaterih je privzeto samo ime. 
Prvi njun roman se celo začenja v prihodnosti – leta 2040 (!) – in se nato vrača nazaj v leto 1683 (Bitka za Dunaj). Kot "skromna" pisatelja, seveda zakonski par Monaldi/Sorti v uvodni del romana uvrščata tudi sebe - iz perspektive prihodnosti. Tja - v leto 2040 - ki pravzaprav iz naše perspektive niti ni več daleč - je postavljena zamišljena posvetitev oziroma kanonizacija blaženega papeža Inocenca XI., ki jo je baje nameraval opraviti papež Janez Pavel II. že v jubilejnem letu 2000. Pisatelja trdita, da je njuna knjiga to posvečenje preprečila in da je to bil vzrok za domneven bojkot njune knjige v Italiji. Morda kdaj o teh domnevnih "vatikanskih spletkah" napišeta celo samostojen roman. Onadva omenjata, da je pa knjiga bila napisana že veliko pred temi načrti poljskega papeža; iz Vatikana so kratko odgovorili, da ta kanonizacija nima nobene zveze z njunim romanom. Zato bi Imprimatur - poleg drugih naslovov - upravičeno smeli imenovati tudi za futurističnega.
Veliko oseb nastopa v Imprimaturju. Rita je dala precej prostora osebnostim iz svoje domače okolice. Tako stopa pred nas kaj zanimiva in pisana množica ljudi različnih narodnosti, veroizpovedi in družbenega položaja – cela plejada bolj ali manj znanih zgodovinskih osebnosti, ki so vpletene v resnične ali izmišljene zaplete in spletke – velikokrat podkrepljene z zgodovinskimi dokumenti in vešče povezane z resničnimi dogodki. 
- Dulcibeni (17. stoletje) – omenjen v takratnih listinah o Fermu; od stvarne osebnosti ima samo priimek – v pripovedi nastopa kot trgovec.
- Tiracorda (1617-1714) – priznan osebni papeški zdravnik – vodilni znanstvenik v takratnem zdravstvu;[15] [16]
- Lancisi (1654-1720) – Tiracordov učenec, znanstvenik in papežev osebni zdravnik; med drugim odkril povezavo med komarjem in malarijo [17]
- Ghezzi – karikaturist iz Comunanze (takrat se je kraj imenoval Forattini)
- gospod Mourai – postarni francoski pustolovec;
- gostilničar Pellegrino;
- jezuit oče Robleda;
- sienski zdravnik Cristofano;
- francoski glasbenik Robert Devizè;
- beneški steklar Angelo Brenozzi;
- neapeljski pesnik Stilone Priaso;
- Anglež Eduardus Bedfordi;
- pripovedovalčeva žena Cloridia.[18] [19]

## Ocena
»Süddeutsche Zeitung GmbH« (München, Nemčija)
| Nemški izvirnik | Slovenski prevod |
| --- | --- |
| "Alles an ihnen, bis zum Zwicker, ist historisch überprüft und wenn schon nicht wahr, so doch wenigstens möglich. (Das Autorenduo Monaldi&Sorti)" | "Vse na njih (nastopajočih likih), vse do očal, je zgodovinsko preskušeno in če že ni resnično, je vendarle vsaj možno. (Tako avtorska dvojica Monaldi&Sorti)" |

»L’ Express« (Pariz)
| Nemški prevod | Slovenski prevod |
| --- | --- |
| "Er ist der beste Agent des französischen Sonnenkönigs, betraut mit einem Auftrag, bei dem das Schicksal Europas auf dem Spiel steht – doch nun sitzt Abbé Melani in der Herberge Locanda del Donzello fest: Einer der Gäste ist angeblich an der Pest gestorben, und das hat die römischen Behörden zu einer sofortigen Quarantäne veranlasst. Doch Abbé Melani erkennt bald, dass der Mann ermordet wurde – und der Mörder immer noch unter ihnen lauert … Um einen Weg aus der streng bewachten Herberge zu finden und seine Mission doch noch zu Ende bringen zu können, muss sich der Abbé mithilfe eines ungewöhnlich scharfsinnigen Küchenjungen auf die Suche nach dem Giftmörder machen – aber der schreckt vor nichts zurück, um sein Geheimnis zu bewahren …" | "Opat Atto Melani je najboljši vohun francoskega Kralja sonca, ki mu je zaupana naloga tam, kjer je ogrožena usoda Evrope – in se zdaj nahaja v gostilni Locanda del Donzello. Eden od gostov naj bi umrl zaradi kuge, kar je rimske oblasti spodbudilo k takojšnji karanteni. Toda Melani kmalu ugotovi, da je bil moški umorjen - in morilec se še vedno skriva med njimi ... Da bi našel pot iz strogo varovane gostilne in kot vedno končal svoje poslanstvo, mora opat uporabiti pomoč nenavadno pronicljivega kuharskega vajenca v iskanju zastrupljevalca – ki pa je pripravljen na vsakršno tveganje, da bi ohranil svojo skrivnost ..." |

Ocena bralca
| Nemški izvirnik: Bewertung von weingitaus Brühl am 13.04.2011 | Slovenski prevod: Ocenjuje weingitaus, Brühl dne 13.04.2011 |
| --- | --- |
| "In diesem Roman wird die Geschichte einiger Nächte im 17. Jh. in einer römischen Locanda erzählt. Der Hausbursche als Ich-Erzähler berichtet über die Aufdeckung eines Mordplans gegen den Papst. Das könnte ein spannender Stoff sein und ist es stellenweise auch, aber nach meiner Meinung hätte das Buch mit der Hälfte oder sogar einem Drittel des Umfangs weitaus lesenswerter sein können. Ich liebe historische Romane, aber vor diesem Buch warne ich: Die Autoren gefallen sich anscheinend darin, zu zeigen, wie toll sie recherchiert haben, indem sie geschichtliche Details bis ins Letzte auswalzen, bevor die eigentliche Handlung weiter geht." | "Ta roman pripoveduje o nekaj nočeh v 17. stoletju v rimski Locandi. Hišni hlapček kot prvoosebni pripovedovalec poroča o razkritju načrta umora proti papežu. To bi lahko bilo vznemirljivo gradivo in ponekod je, vendar bi po mojem mnenju bila knjiga veliko bolj vredna branja pri polovici ali celo tretjini velikosti. Obožujem zgodovinske romane, toda pred to knjigo opozarjam: Zdi se namreč, da pisatelja uživata v razkazovanju svojih raziskav, tako da predstavita zgodovinske posameznosti do zadnjih podrobnosti, preden se sploh kako dejanje (začenja in) nadaljuje." |

»Klik klak« (Niš, Srbija)
V „Imprimaturju“ bodo bralci vsekakor občutili sledi italijanskih klasikov, prvenstveno Boccacciovega »Dekamerona« – saj obe dogajanji potekata v karanteni ; nato Ecovega »Imena rože«, in sicer po zarotah, vohunjenju, detektivski zgodbi, drugem obrazu Cerkve.
»Le Monde« (Pariz, Francija)
| Nemški prevod | Slovenski prevod |
| --- | --- |
| "Eine zwischen den Polen Bildung und historischer Roman oszillierende Kriminalgeschichte, die uns in ein spannungsgeladenes und barockes Europa führt, mitten in das Herz politischer und kirchlicher Intrigen." | "Zgodba o zločinu, ki niha med tečajema izobraževanja in zgodovinskega romana, nas vodi v napetosti polno in baročno Evropo, naravnost v osrčje političnih in cerkvenih spletk." |